# Drosophila albescens
Drosophila albescens este o specie de muște din genul Drosophila, familia Drosophilidae, descrisă de Frota-pessoa în anul 1954. Conform Catalogue of Life specia Drosophila albescens nu are subspecii cunoscute.